# Panmissia
Nella genetica delle popolazioni, con il termine panmissia o panmixia (dal greco πάν pan, "tutto", e μῖξις mixis, da μιγνῦναι mignùnai, "mescolare", dunque letteralmente mescolamento casuale) ci si riferisce a uno scenario ideale dove all'interno di una popolazione la scelta del partner è casuale, ossia non influenzata da fattori genetici, di aspetto, o comportamentali. Una popolazione panmittica è una popolazione dove tutti gli individui sono potenziali partner con la stessa probabilità, perciò tutte le ricombinazioni genetiche sono possibili.
La panmissia è quindi il riassortimento libero e casuale, ad ogni ciclo riproduttivo, del patrimonio genetico.

## Descrizione
Si ha panmissia per un dato carattere in una popolazione mendeliana se il fenotipo per quel carattere non influenza la probabilità di un individuo di incrociarsi con un partner riproduttivo.
La panmissia può invece mancare per un carattere non solo se questo è evidente (come la statura, le dimensioni o altri caratteri morfologici o comportamentali), ma anche se vi è una diversa frequenza genica in sottogruppi della popolazione che tendono ad essere endogamici per ragioni indipendenti dal carattere in oggetto.
La panmissia è una delle condizioni richieste per il sussistere dell'Equilibrio di Hardy-Weinberg in una popolazione.